# Manchester by the Sea
Manchester by the Sea is een Amerikaanse film uit 2016, geregisseerd en geschreven door Kenneth Lonergan. De hoofdrollen worden vertolkt door Casey Affleck, Lucas Hedges, Michelle Williams, Kyle Chandler en Gretchen Mol.

## Verhaal
Na het plotse overlijden van zijn broer Joe krijgt Lee Chandler, een klusjesman die een strijd voert met zijn verleden en zijn angsten, te horen dat hij het voogdijschap heeft gekregen over zijn neefje Patrick. Lee wordt zo verplicht om weer deel uit te maken van een leven en familie die hij voorgoed opgegeven leek te hebben.

## Rolverdeling
| Acteur            | Personage                                                      |
| ----------------- | -------------------------------------------------------------- |
| Casey Affleck     | Lee Chandler                                                   |
| Lucas Hedges      | Patrick, de zoon van Joe, het neefje van Lee                   |
| Michelle Williams | Randi, de (hertrouwde) ex-vrouw van Lee                        |
| Kyle Chandler     | Joe Chandler, de broer van Lee                                 |
| Gretchen Mol      | Elise (Chandler), de moeder van Patrick en de ex-vrouw van Joe |
| C.J. Wilson       | George, de vriend van de Chandlers                             |
| Kara Hayward      | Silvie McGann, een van Patricks vriendinnetjes                 |
| Anna Baryshnikov  | Sandy, een van Patricks vriendinnetjes                         |
| Heather Burns     | Jill, de moeder van Sandy                                      |
| Matthew Broderick | Jeffrey Garner, de verloofde van Elise                         |
| Stephen Henderson | meneer Emery, de baas van Lee                                  |

## Prijzen en nominaties
| Jaar | Prijs                    | Categorie                   | Genomineerde(n)           | Resultaat   |
| ---- | ------------------------ | --------------------------- | ------------------------- | ----------- |
| 2016 | National Board of Review | Beste film                  | Beste film                | Gewonnen    |
| 2016 | National Board of Review | Beste acteur                | Casey Affleck             | Gewonnen    |
| 2016 | National Board of Review | Beste originele scenario    | Kenneth Lonergan          | Gewonnen    |
| 2016 | National Board of Review | Beste doorbraak (man)       | Lucas Hedges              | Gewonnen    |
| 2016 | American Film Institute  | Top 10 films van het jaar   | Top 10 films van het jaar | Gewonnen    |
| 2017 | Academy Awards           | Beste film                  | Beste film                | Genomineerd |
| 2017 | Academy Awards           | Beste regisseur             | Kenneth Lonergan          | Genomineerd |
| 2017 | Academy Awards           | Beste origineel scenario    | Kenneth Lonergan          | Gewonnen    |
| 2017 | Academy Awards           | Beste acteur                | Casey Affleck             | Gewonnen    |
| 2017 | Academy Awards           | Beste actrice               | Michelle Williams         | Genomineerd |
| 2017 | Academy Awards           | Beste mannelijke bijrol     | Lucas Hedges              | Genomineerd |
| 2017 | Golden Globes            | Beste film (drama)          | Beste film (drama)        | Genomineerd |
| 2017 | Golden Globes            | Beste regisseur             | Kenneth Lonergan          | Genomineerd |
| 2017 | Golden Globes            | Beste acteur                | Casey Affleck             | Gewonnen    |
| 2017 | Golden Globes            | Beste actrice in een bijrol | Michelle Williams         | Genomineerd |
| 2017 | Golden Globes            | Beste scenario              | Kenneth Lonergan          | Genomineerd |
| 2017 | Satellite Awards         | Beste film (independent)    | Beste film (independent)  | Gewonnen    |
| 2017 | Satellite Awards         | Beste regisseur             | Kenneth Lonergan          | Gewonnen    |
| 2017 | Satellite Awards         | Beste acteur                | Casey Affleck             | Genomineerd |
| 2017 | Satellite Awards         | Beste actrice in een bijrol | Michelle Williams         | Genomineerd |
| 2017 | Satellite Awards         | Beste acteur in een bijrol  | Lucas Hedges              | Genomineerd |
| 2017 | Satellite Awards         | Beste originele scenario    | Kenneth Lonergan          | Genomineerd |
| 2017 | Satellite Awards         | Beste soundtrack            | Lesley Barber             | Genomineerd |

## Productie
Acteurs Matt Damon en John Krasinski benaderden Kenneth Lonergan met het plan om Manchester by the Sea te schrijven. Oorspronkelijk zou Lonergan het scenario schrijven en zou Damon zowel de hoofdrol vertolken als de film regisseren. Later overtuigde Damon scenarist Lonergan om ook de regie voor zijn rekening te nemen. Uiteindelijk moest Damon omwille van andere verplichtingen afhaken, waarna de hoofdrol naar Casey Affleck ging. Damon en Affleck hadden eerder al met Lonergan samengewerkt aan een toneelstuk.
Manchester by the Sea ging in januari 2016 in première op het Sundance Film Festival, maar nam niet deel aan de competitie en kwam dus niet in aanmerking voor de prijzen die na afloop werden uitgereikt. De film kreeg wel overwegend positieve recensies, waardoor verscheidene studio's interesse toonden in de distributierechten. Uiteindelijk bood Amazon meer dan tien miljoen dollar voor de rechten.

## Trivia
- Net als in de vorige films die door Kenneth Lonergan werden geregisseerd, heeft Matthew Broderick ook in Manchester by the Sea een (kleine) rol. Ook de regisseur zelf heeft een cameo.
- De film speelt zich af in Manchester-by-the-Sea, een stadje in de buurt van Boston (Massachusetts). Zowel producent Matt Damon als hoofdrolspeler Casey Affleck is van die regio afkomstig.